# Ботсвана Реілвейз Хайландерз
Футбольний клуб «Ботсвана Реілвейз Хайландерз» або просто «Ботсвана Реілвейз Хайландерз» (англ. Botswana Railways Highlanders Football Club) — ботсванський футбольний клуб з міста Махалап'є. БР Хайландерз — найсильніший футбольний клуб центральної Ботсвани.

## Історія
БР Хайландерз був створений ще в 1987 році в місті Махалап'є в центральній частині країни. Засновниками були співробітники Ботсванської залізниці, наприклад, Босеногіле Габотале, Гаейо Мотхеї, Фрімен Батома та багато інших. Спочатку команда була створена як соціальний проект і мала аматорський статус, але згодом почала збільшувати кількість прихильників і отримала професійний статус. Після цього клуб почав виступати у Другому дивізіоні національного чемпіонату, і за підсумками сезону 2002/03 років отримав право підвищитися до Першого дивізіону. В той час головним тренером клубу був Тебого Мокуте, який нині є асистентом головного тренера в тренерському штабі. У сезоні 2012/13 років «горцям» уперше вдалося вийти до Прем'єр-ліги, але за підсумками сезону команда посіла останнє 16-те місце та вилетіла назад до Першого дивізіону. Але вже у сезоні 2014/15 років клуб повертається до елітного дивізіону та займає а підсумками сезону 10-те місце серед 16-ти команд-учасниць чемпіонату, цей результат став найкращим в історії виступів «горців» у елітному дивізіоні. А вже наступного сезону клуб посів передостаннє 15-те місце та вилетів до Першого дивізіону.
Якщо раніше у БР Хайландерз у вільний від основної роботи час виступали виключно працівники залізниці, то згодом у клуб почали залучати й представників інших професій, а відносно нещодавно і професійних футболістів. Філософія команди полягає в тому, щоб залучати талановиту молодь з центрального регіону країни.
Донедавна команда на 100 % фінансувалася за рахунок Ботсванської залізниці. Але в останні роки  залізниця почал забезпечувати команді лише по транспортним витратам та деяким спортивним інвентарем.